# 鶴見宜信
鶴見 宜信（つるみ よしのぶ、1879年〈明治9年〉8月28日 - 1941年〈昭和16年〉8月14日）は、日本の軍人、政治家。
陸士10期。栄典は正五位勲三等。最終階級は陸軍歩兵大佐。第14代日光町長。

## 略歴
栃木県上都賀郡日光（現日光市）士族出身。
1898年（明治31年）11月、陸軍士官学校（10期）を卒業。翌32年6月に少尉に任官され、歩兵第3連隊附。のち新潟県中頸城郡高田町の歩兵第58連隊に転属。
中隊長であった1911年（明治44年）、オーストリア＝ハンガリー帝国陸軍少佐テオドール・エードラー・フォン・レルヒよりスキー専修員班長として指導を受ける。
また、ドイツ語が堪能だった鶴見は、レルヒ少佐の通訳に抜擢され、彼を補佐しながら各地で指導に当たった。
大佐に昇進して間もなく予備役編入となったが、昭和初期まで高田に留まり、地元のスキー団の副団長をつとめた。
その後、故郷の栃木に戻り、 1939年（昭和14年）日光町長に就任。隣組の創設など国家総動員体制の整備に尽力する傍ら、栃木でもスキーの発展に情熱を注ぎ、県スキー連盟理事長千家哲麿や地元有志協力のもとに湯元にゲレンデを開発。1943年（昭和18年）の第13回明治神宮国民錬成大会冬季大会スキー協議会開催を実現させたが、それに先立つ1941年（昭和16年）に急死。

## 年譜
- 1898年（明治31年）11月 - 陸軍士官学校（10期）卒業
- 1899年（明治32年）6月27日 - 少尉、歩兵第3連隊附
- 1901年（明治34年）11月3日 - 中尉
- 1903年（明治36年）ごろ - 台湾守備歩兵第1大隊附[5]
- 1904年（明治37年）8月30日 - 大尉、歩兵第58連隊附
- 1914年（大正3年）11月19日 - 少佐、歩兵第39連隊大隊長[6]
- 1918年（大正7年）8月27日 - 中佐、歩兵第54連隊附[7]
- 1921年（大正10年）
  - 7月20日 - 大佐
  - 11月1日 - 予備役
- 1932年（昭和7年）4月1日 - 後備役[8]
- 1939年（昭和14年）9月27日 - 日光町長就任（14代）[9]

## 栄典
- 1902年（明治35年）2月20日 - 従七位[10]
- 勲五等双光旭日章
- 勲三等瑞宝章
- 新潟県体育協会体育功労賞[11]

## 著書
- 『スキー術』厚生堂、明45.1